# Unione Sportiva Lecce 1961-1962
Questa voce raccoglie le informazioni riguardanti l'Unione Sportiva Lecce nelle competizioni ufficiali della stagione 1961-1962.

## Divise
| Casa | Trasferta |

## Rosa
| N. |                   | Ruolo | Calciatore          |
| -- | ----------------- | ----- | ------------------- |
|    | Italia (bandiera) | P     | Dante Bendin        |
|    | Italia (bandiera) | D     | Alberto Crivellenti |
|    | Italia (bandiera) | D     | Giovanni Remini     |
|    | Italia (bandiera) | D     | Claudio De Valle    |
|    | Italia (bandiera) | D     | Luigi Tresoldi      |
|    | Italia (bandiera) | D     | Gino De Vitis       |
|    | Italia (bandiera) | C     | Filippo Bitetto     |

| N. |                   | Ruolo | Calciatore        |
| -- | ----------------- | ----- | ----------------- |
|    | Italia (bandiera) | C     | Nazzareno Cordone |
|    | Italia (bandiera) | C     | Giuseppe Malavasi |
|    | Italia (bandiera) | C     | Angelo Maccagni   |
|    | Italia (bandiera) | C     | Luigi Musiani     |
|    | Italia (bandiera) | A     | Francesco Arfuso  |
|    | Italia (bandiera) | A     | Giuseppe Franzò   |
|    | Italia (bandiera) | A     | Luciano Falsiroli |